# Panimerus scalus
Panimerus scalus är en tvåvingeart som först beskrevs av John D. Haseman 1907.  Panimerus scalus ingår i släktet Panimerus och familjen fjärilsmyggor. Inga underarter finns listade i Catalogue of Life.